# ロクサン・ドースン
ロクサン・ドースン（Roxann Dawson,1958年9月11日 - ）は、アメリカ合衆国の女優、テレビドラマ監督。

## 来歴
カリフォルニア州・バークレー生まれ。
カリフォルニア大学バークレー校で演劇を学び1980年に卒業、1980年頃からニューヨークで実践を積み、コーラスライン等の作品に出演。幾つかの舞台作品にも出演するうちに、SFテレビシリーズ『スタートレック:ヴォイジャー』でベラナ・トレス役を演じた。シリーズ出演中から演出を手掛け始め、『スタートレック:ヴォイジャー』第126話「魂を探した男」で初めて監督を務めている。
シリーズ終了後は多くのテレビドラマシリーズの監督を務めている。

## 私生活
ドースンの旧姓はキャバレロ（Caballero）で、最初の伴侶は『スタートレック:ディープ・スペース・ナイン』でダマールを演じていたケイシー・ビッグスで1994年までは出演の際にもクレジットはロクサン・ビッグスとされていた。現在の夫はキャスティングディレクターのエリック・ドースンで二人は1998年1月16日にエンマ・ローズという女の子を授かっている。1999年10月31日生まれのミア・メイカイを養子として引き取った。

## 監督
- 『スタートレック:ヴォイジャー』
- 『スタートレック:エンタープライズ』
- 『チャームド〜魔女3姉妹〜』
- The Division
- 『女検死医ジョーダン』
- Medical Investigation
- 『コールドケース 迷宮事件簿』
  - シーズン3・5・6の内、併せて8話で監督を務めた。この内、シーズン3の第9話"A Perfect Day" (邦題:ペンダント) ではシリーズ歴代最多の視聴者数 (アメリカ国内) を記録した。更に本シリーズではプロデューサーとしてもクレジットされている。
- 『LOST』
- 『The O.C.』
- 『女検察官アナベス・チェイス』
- 『HEROES』
- 『クローザー』
- 『しあわせの処方箋』
- Melrose Place
- Caprica
- 『ライ・トゥ・ミー 嘘は真実を語る』
- 『リゾーリ&アイルズ ヒロインたちの捜査線』
- 『メンタリスト』
- 『グッド・ワイフ』
- The Cape
- Treme
- Prime Suspect
- 『スキャンダル 託された秘密』
- 『VEGAS/ベガス』
- 『SMASH』
- 『TOUCH/タッチ』
- 『アンダー・ザ・ドーム』
- 『Major Crimes 〜重大犯罪課』
- 『エージェント・オブ・シールド』
- Rake
- Stalker
- Believe
- Metador
- 『レボリューション』
- Hell on Wheels
- 『ベイツ・モーテル』
- 『BOSCH/ボッシュ』
- 『アクエリアス 刑事サム・ホディアック』
- 『ザ・シューター』
- Rosewood
- Good Girls Revolt
- 『COLONY/コロニー』
- The Path
- Mercy Street
- Chance
- 『ランナウェイズ』
- 『ハウス・オブ・カード  野望の階段』
- 『ジ・アメリカンズ』
- 『DEUCE/ポルノストリート in NY』
- The chi
- 『This Is Us』
- 『ザ・モーニングショー』
- Penny Dreadful: City of Angels
- 『ファウンデーション』

## チャリティ活動
中国の先天性心疾患児童を救う半邊天基金とミネソタ州にある慈善キャンプ場ハートランドキャンプを支援している。